# Соколов Дмитро Олегович
Дмитро Олегович Соколов (1 березня 1988, Москва) — російський футболіст. Півзахисник.

## Біографія
Вихованець московського «Торпедо». Був заявлений чорно-білими для участі у чемпіонаті дублерів 2004 року, але на поле так і не вийшов. Впродовж двох наступних років зіграв 32 матчі у першості дублерів, забивши три голи. У 2006 році дебютував у Прем'єр-лізі, зігравши проти московського «Спартака». Регулярно виходив на поле у кінці чемпіонату. Загалом він брав участь у 7 матчах Прем'єр-ліги та 13 у команді дублерів. Наступного року разом з командою вилетів до першого дивізіону, де у першому ж сезоні закріпився у основному складі. Наступного року надійшла пропозиція від Амкара. Та потрапив він у команду лише улітку через очікування літнього вікна, паралельно тренуючись з основним складом пермського клубу.